# Leif Segerstam

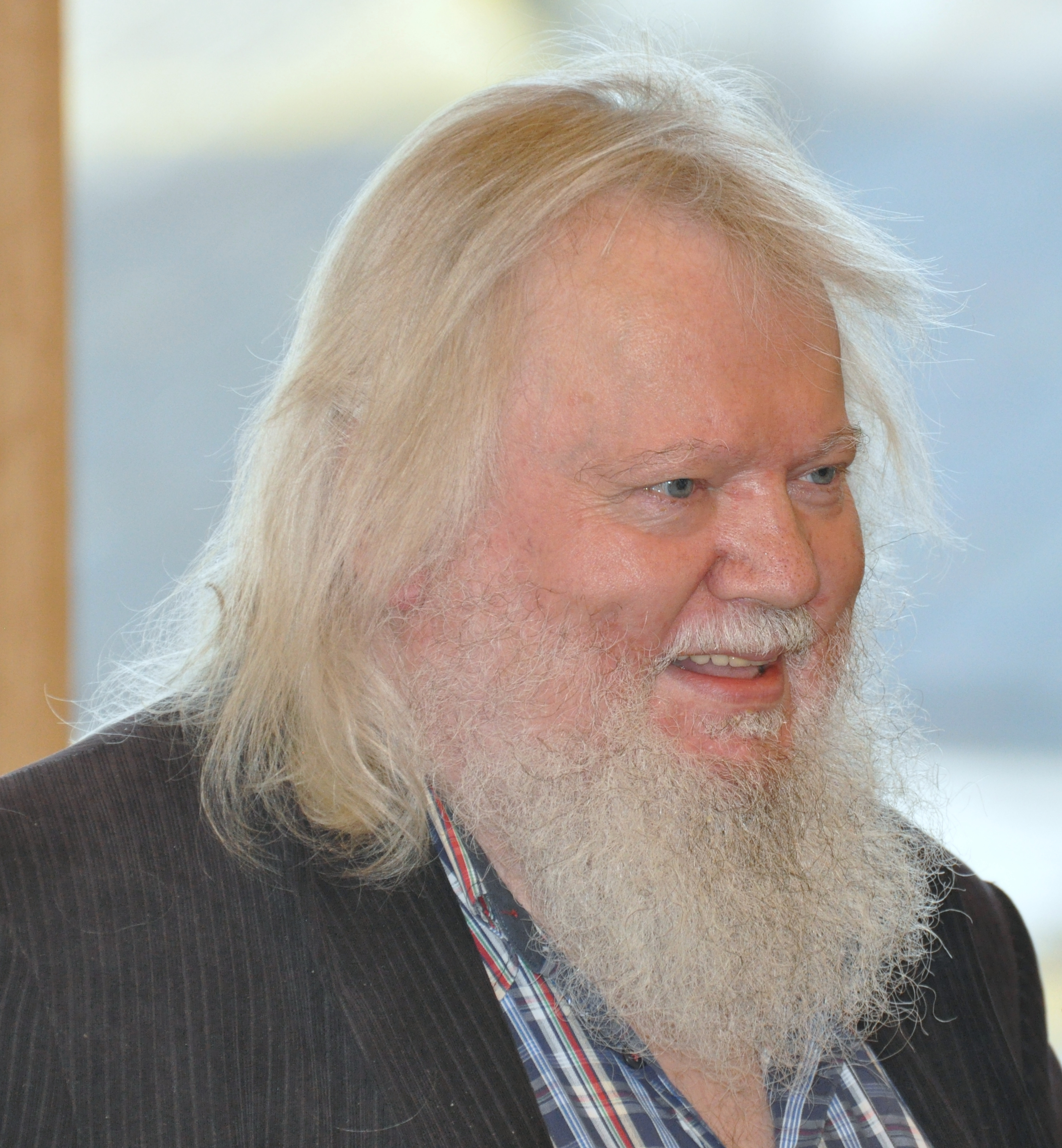
Leif Segerstam (2011)

Leif Segerstam (* 2. März 1944 in Vaasa; † 9. Oktober 2024 in Helsinki) war ein finnischer Komponist und Dirigent.

## Leben und Wirken
Segerstam studierte bis 1963 an der Sibelius-Akademie in Helsinki und bis 1965 an der New Yorker Juilliard School of Music bei Louis Persinger, Hall Overton und Vincent Persichetti. Bis 1968 war er Kapellmeister der Finnischen Nationaloper in Helsinki, danach der Oper in Stockholm. 1973 wirkte er an der Deutschen Oper Berlin und wurde dann Direktor der Oper von Helsinki.
Als Chefdirigent leitete Segerstam von 1975 bis 1982 das ORF-Symphonieorchester in Wien, von 1977 bis 1987 das Radio-Symphonieorchester Finnland, von 1983 bis 1989 war er Generalmusikdirektor der Staatsphilharmonie Rheinland-Pfalz. Von 1988 bis 1995 wirkte er als Chefdirigent des Radio-Symphonieorchesters Dänemark, von 1995 bis 2007 als Chefdirigent des Philharmonischen Orchesters Helsinki und von 2012 bis 2019 des Philharmonischen Orchesters Turku.
Er war zudem Gastdirigent an zahlreichen renommierten Opernhäusern, zum Beispiel an der Metropolitan Opera, am Teatro alla Scala, am Royal Opera House, am Teatro Colón, der Wiener Staatsoper, an der Hamburgischen Staatsoper, der Bayerischen Staatsoper, der Oper Köln sowie bei den Salzburger Festspielen.
Neben der klassischen Opern- und Konzertliteratur umfasste sein Repertoire die gesamte skandinavische Musik von Niels Wilhelm Gade bis Magnus Lindberg sowie die deutsch-österreichische Früh- bis Spätromantik und die Komponisten der Vereinigten Staaten. Als Komponist schuf Segerstam 371 Sinfonien, Streichquartette und zahlreiche Konzerte. 1999 wurde er mit dem Musikpreis des Nordischen Rates ausgezeichnet.
Mit dem auf 140 Musiker erweiterten Philharmonischen Orchester Helsinki nahm Segerstam eine Auswahl der lautesten Klassik-Werke des 20. Jahrhunderts auf, etwa von Sergei Sergejewitsch Prokofjew und Dmitri Dmitrijewitsch Schostakowitsch. Nicht nur mit gewöhnlichen Instrumenten, sondern mithilfe von Steinen, Ketten, Stahlplatten, Sirenen, Amboss und Kanone. Die 16 Stücke umfassenden Aufnahmen erschienen 1997 unter dem Titel Earquake – Die Klassik feiert ihren Urknall auf CD bei Ondine Records. Als Promogag lagen der Erstauflage der CD zwei gelbe Ohrstöpsel bei. „Nicht mit Gewimmer: mit einem Knall!!!“, so lautete der programmatische Titel einer der letzten Sendungen der ORF-Sendung „Ö1 bis zwei“, knapp bevor sie eingestellt wurde. Die Sendung stellte die Neuauflage der CD EARQUAKE: The Loudest Classical Music of all Time vor.
Segerstam unterrichtete von 1997 bis 2013 als Professor für Dirigieren an der Sibelius-Akademie in Helsinki.
Leif Segerstam starb im Oktober 2024 im Alter von 80 Jahren in Helsinki.